# 尤里·奧澤羅夫
尤里·尼古拉耶維奇·奧澤羅夫（羅馬化：Yury Nikolayevich Ozerov；1921年1月26日—2001年10月16日），苏联电影导演兼编剧。1950年至1995年之间执导了20部电影。奥泽洛夫的作品为他赢得了许多奖项，其中包括1977年授予他的苏联人民艺术家称号。知名影片有《莫斯科保卫战》、《解放》。电影《解放》编造了很多美化斯大林的不实内容。